# Mariana Popova
Mariana Popova (1978. június 6. –). Legfőképpen a 2006-os Eurovíziós Dalfesztiválról ismerhetjük, ugyanis ő képviselte Bulgáriát. Azóta nagyon sok jelölést, és díjat kapott a közönségtől. Már egy hivatalos weboldala is készült, www.marianpopova.com oldalon, amit maga az énekesnő üzemeltet. Műfaját tekintve popénekes, de már számos más zenei stílusban is kipróbálta magát. 1996- tól aktív énekesként éli mindennapjait. Először (11 évesen) kipróbálkozott a balettel, de hamar csődött mondott. Olyan bolgár énekesnők közé sorolható, mint Sonya Joncseva, Maria Ilieva, Veszeleina Kasarova, Anna Veleva, Valentina Dimitrova, és Poli Genova. Több közösségi oldalon is megtalálható Mariana Popova neve. Kedvenc bolgár írója, költője Pejo Javorov.